# Aleksandar Nikolić
Aleksandar Nikolić (en serbio: Александар Николић; 28 de octubre de 1924 - 12 de marzo de 2000) fue un jugador de baloncesto de nacionalidad serbia que tras colgar las botas se dedicó a la labor de entrenador llegando a ser seleccionador nacional de Yugoslavia y uno de los técnicos más respetados de Europa. Es considerado como uno de los precursores del baloncesto moderno en yugoslavia hasta tal punto que se le conoce como el padre del baloncesto yugoslavo. 
Nació en Sarajevo, antigua Yugoslavia, pero se mudó cuando aún era muy joven a Belgrado. Estudió medicina y derecho en la Universidad de Belgrado, donde se graduó en 1946. 
Su pasión por el baloncesto le llevó a dedicarse profesionalmente a este deporte. Como jugador, militó en el Partizan de Belgrado (1945-1946), en el Estrella Roja de Belgrado (1947-1949), en el Zeleznicar Čačak (1949-1950) y en el BSK Belgrado (1950-1951). Se proclamó campeón de la Liga Yugoslava en 1947, 1948 y 1949. Fue integrante de la Selección nacional de baloncesto de Yugoslavia con la que disputó un total de 10 partidos. 
Después de dejar la práctica activa del baloncesto comenzó su carrera como técnico por la que es más conocido. En su trayectoria como entrenador, desde 1959 hasta 1985 dirigió a varios clubes tanto yugoslavos como italianos con los que consiguió gran cantidad de títulos, destacando las 3 Copas de Europa que conquistó con el Ignis Varese en la primera mitad de la década de los 70. 
Nikolić se hizo cargo de la Selección nacional de Yugoslavia entre 1951 y 1965 en una primera etapa y posteriormente entre 1977 y 1978. Bajo su mando logró los títulos de campeones de Europa (1977) y el Mundo (1978), así como la medallas de plata en el Campeonato del Mundo de 1963 y en los Eurobasket de 1961 y 1965 y la de bronce en el Eurobasket de 1963. Además bajo su dirección destacaron grandes jugadores que posteriormente ingresarían en el Salón de la Fama como Borislav Stanković y Krešimir Ćosić
Falleció en Belgrado el 12 de marzo de 2000. Poco antes de su fallecimiento había sido elegido miembro del Salón de la Fama en 1998. Posteriormente, en 2007 fue a su vez incluido en el Salón de la Fama de la FIBA.

## Trayectoria como entrenador
- KK Partizan (1959-1960)
- OKK Belgrado (1961-1963)
- Petrarca Padova (1965-1967)
- OKK Belgrado (1967-1968)
- Ignis Varese (1969-1973)
- Estrella Roja de Belgrado   (1973-1974)
- Fortitudo Bologna (1974-1976)
- KK Borac Cacak (1978-1980)
- Virtus Bologna  (1981-1982)
- Carrera Venezia (1982-1983)
- Scavolini Pesaro (1983-1984)
- Udine Australia (1984-1985)

## Palmarés
- Copa Intercontinental: 2

Pallacanestro Varese: 1970, 1973.
- Copa de Europa: 3

Pallacanestro Varese: 1969-70, 1971-72, 1972-73.
- LEGA: 3

Pallacanestro Varese: 1970, 1971, 1973.
- Copa Italia: 3

Pallacanestro Varese: 1970, 1971, 1973.